# نقد فناوری
نقد فناوری، تحلیلی از اثرات نامطلوب فناوری‌های صنعتی و دیجیتالی است. استدلال می‌شود که در همه جوامع صنعتی پیشرفته (نه لزوماً فقط جوامع سرمایه‌داری)، فناوری به وسیله‌ای برای سلطه، کنترل و استثمار یا به‌طور کلی‌تر فناوری ممکن است به تهدیدی که بقای بشریت را تهدید می‌کند، تبدیل شود. برخی از فناوری‌هایی که تندروترین منتقدان با آن مخالفت می‌کنند ممکن است شامل محصولات روزمره خانگی مانند یخچال، رایانه و دارو باشد. با این حال، انتقاد از فناوری در انواع مختلفی مطرح می‌شود.

## بررسی اجمالی
از نویسندگان برجسته‌ای که به نقد فناوری پرداخته‌اند می‌توان به دانا هاراوی، ژاک یول، وندی هوی کیونگ چون، جوآنا برایسون، کیت کرافورد، ژیل دلوز، تد کزینسکی، ایوان ایلیچ، ریتش کومار، ژوزف وینروزان، لنگدون‌وزترونز، لنگدون‌ایزوترز، ژوزف وینروز، نیل پستمن، مارتین هایدگر، پنتی لینکولا، اندرو فینبرگ، دیوید اسکربینا، مایک کولی، جان زرزن، لوئیس مامفورد، دریک جنسن و لیلا عبدالرحیم اشاره کرد. برخی از نویسندگان مانند چلیس گلندینینگ و کرک پاتریک سیل خود را نئو-لادیت می‌دانند و معتقدند که پیشرفت تکنولوژی تأثیر منفی بر بشریت داشته‌است. کار آن‌ها بر جستجوی معنا از تغییرات تکنولوژیکی متمرکز بود، به‌ویژه مبارزه با این پرسش که «چگونه ابزارها و توانایی‌هایشان تغییر می‌کنند و ساختار زندگی روزمره را تغییر می‌دهند». به عنوان مثال، ایلول معتقد است که وقتی مردم ادعا می‌کنند که فناوری ابزار آزادی یا وسیله ای برای دستیابی به سرنوشت تاریخی یا اجرای احکام الهی است، منجر به تجلیل و تقدیس «تکنیک و فناوری» می‌شود. در این حالت فناوری به چیزی تبدیل می‌شود که به زندگی معنا و ارزش می‌دهد نه مجموعه ای از مواد به هم پیوسته. این انتقاد توسط منتقدان بلاغی نیز تکرار می‌شود. به گفته آنان گفتمان فناورانه به نهادها و افرادی که آن نهادها را تشکیل می‌دهند به دلیل ایدئال سازی و ظرفیت داشتن فناوری برای مقدس شدن به تعریف افراد از سلسله مراتب اجتماعی آسیب می‌زند.